# Szarotka Nowy Targ
Szarotka Nowy Targ (offiziell Klub Sportowy Szarotka Nowy Targ) ist ein polnischer Unihockeyclub aus Nowy Targ. Der Verein wurde im Jahre 1998 gegründet.

## Vereinserfolge
- Polnischer Meister: 2000, 2001, 2002, 2003, 2004, 2005, 2006 (Männer); 2004 (Frauen).